# 伊豆雀鯛屬
伊豆雀鯛屬（學名：Izuus）是已滅絕的一種原始雀鯛科魚類，生存於中新世早期，化石發現於日本靜岡縣伊豆市的湯島（湯ケ島）。